# Maria Andersen
Maria Othilia Andersen (21. februar 1876 i København – 30. september 1941 i Roskilde) var en dansk børnebogsforfatter. Hun havde job som økonoma på Sct. Maria Hospital i Roskilde fra 1906 til 1941.
Andersen er kendt for sin børnebogstrilogi om Tudemarie første bog udkom i 1939, det tredje bind nåede hun ikke selv at gøre færdig og Gudrun Eriksen færdigskrev tredje bog i 1942, trods hun kun har udgivet disse tre er hun stadig kendt, hvilket er usædvanligt. Tudemarie er udgivet på opfordring af Gudrun Eriksen.

## Ekstern henvisning
- Maria Andersen i Dansk Kvindebiografisk Leksikon på Lex.dk, tidl. Kvinfo.dk